# فورست استنلی
فورست استنلی (انگلیسی: Forrest Stanley؛ ۲۱ اوت ۱۸۸۹ – ۲۷ اوت ۱۹۶۹) یک هنرپیشه و فیلم‌نامه‌نویس اهل ایالات متحده آمریکا بود.

## گزیده فیلمشناسی
از فیلم‌ها یا برنامه‌های تلویزیونی که وی در آن نقش داشته‌است، می‌توان به آثار زیر اشاره کرد.
- جین (۱۹۱۵)
- شراب (۱۹۲۴)
- گربه و قناری (۱۹۲۷)
- نامه‌های عاشقانهٔ ایو (۱۹۲۷)
- آریزونا (۱۹۳۱)